# Landbund (Německo)
Landbund byla německá agrární politická strana působící v období Výmarské republiky. Hnutí tvořili hlavně majitelé půdy a bohatší zemědělci. Landbund byl částečně spojený s monarchistickou Německou národní lidovou stranou. Některé regionální skupiny kandidovaly samostatně, například Hessische Bauernbund, Thüringer Landbund, Württembergischer Bauern- und Weingärtnerbund.